# 링 레이저 자이로스코프

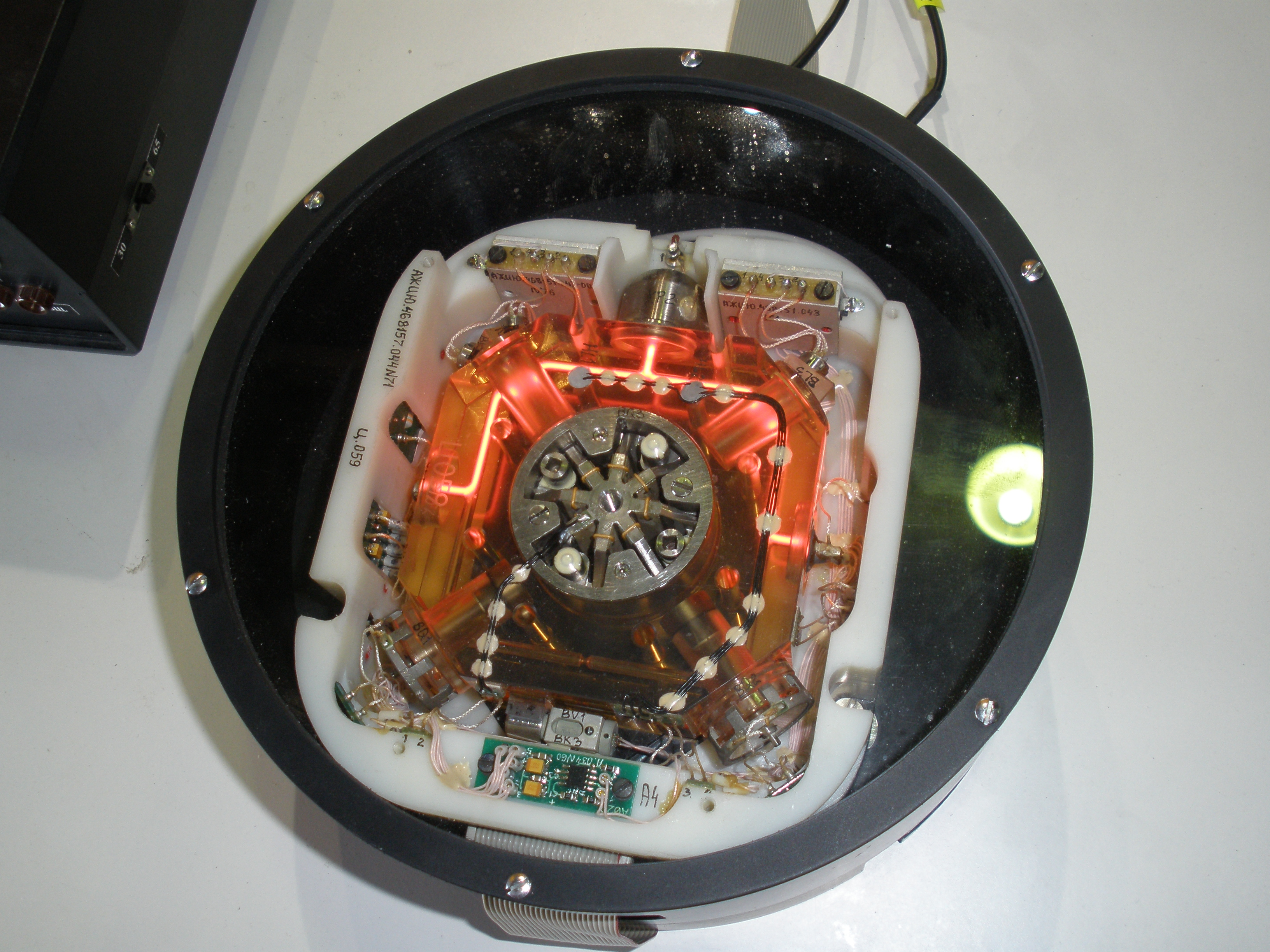
링 레이저 자이로스코프

링 레이저 자이로스코프는 고정밀 자이로스코프의 하나이다.

## 같이 보기
- MEMS 자이로스코프
- 광섬유 자이로스코프